# Llinars del Vallès
Llinars del Vallès ist eine katalanische Stadt in der Provinz Barcelona im Nordosten Spaniens. Sie liegt in der Comarca Vallès Oriental.

## Geschichte

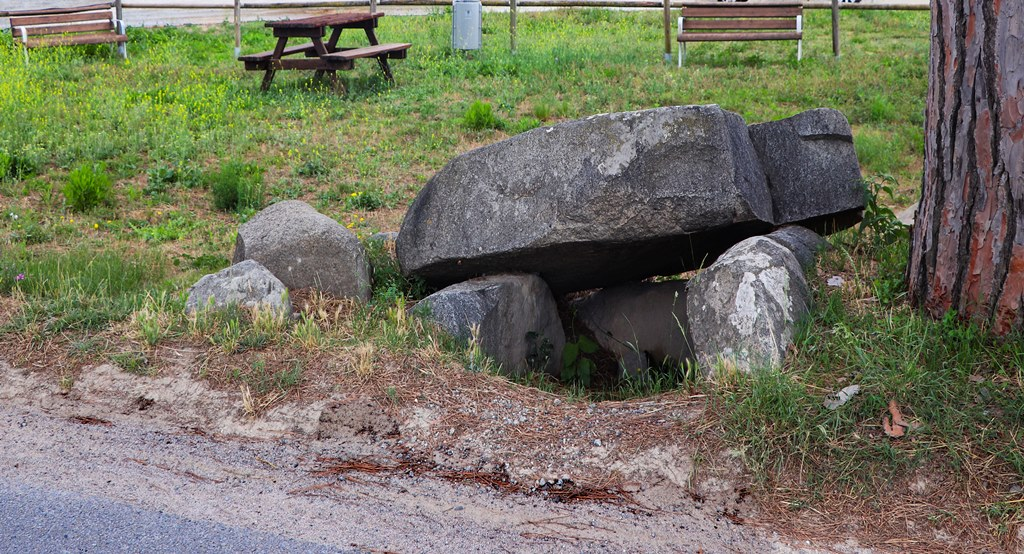
Dolmen von Pedrarca